# Władysław Neuman
Władysław Neuman (1893 i Łódź, 31. januar 1945 i New York) var en polsk diplomat. Han var Polens minister til Norge fra 1931 til 1940.
Som en ung mand sluttede Neuman sig til Józef Piłsudskis parti, og opholdt sig under 1. verdenskrig i Schweiz, hvor han var sekretær i hovednationalkomiteen i Rapperswil. Efter Polens uafhængighed kom ham ind i det nye polske diplomatkorps. Fra 1931 til 1940 var han Polens minister i Norge. Efter den tyske invasion af Norge i 1940 fulgte han kong Haakon VII til London, hvor han fortsatte at være den polske eksilregerings udsending hos den norske eksilregering indtil 1942. Da blev han sendt til Mexico. Han skulle overtage en ny stilling i New York da han døde i 1945.
I 1938 blev Neuman udnævnt til storkors af St. Olavs Orden.